# Gabrielle Dorziat
Gabrielle Dorziat, de son vrai nom Marie Odile Léonie Gabrielle Sigrist, née le 25 janvier 1880 à Épernay et morte le 30 novembre 1979 à Biarritz, est une actrice française.

## Biographie

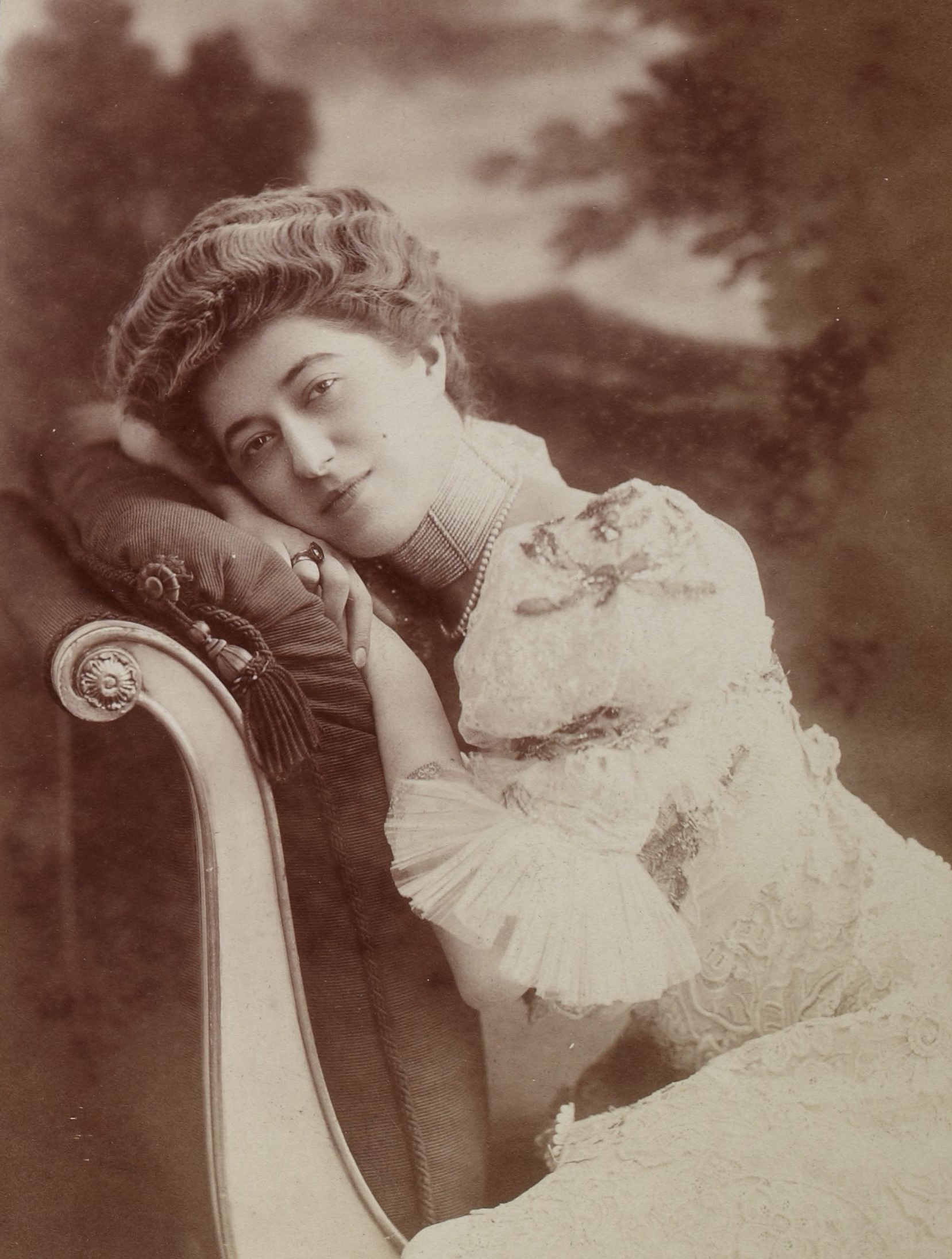
Gabrielle Dorziat par Jean Reutlinger.

Elle est élève au lycée Racine (Paris).
Elle trouve son nom de scène en étant inspirée par le nom d'un personnage dans un roman de Georges Ohnet : Doziat, auquel elle ajoute un "r".
Elle monte sur les planches à moins d'un an, jouant dans Moïse sauvé des eaux lors de la distribution des prix d'un collège d'Épernay.
Elle se produit de nombreuses années au théâtre. Son premier engagement est au théâtre du Parc de Bruxelles en 1900. Denys Amiel la fait revenir d'Égypte pour interpréter Trois et une. Elle joue ensuite, en 1936, dans Espoir d'Henri Bernstein au Théâtre du Gymnase. Elle est la partenaire de Lucien Guitry et de Louis Jouvet et interprète avec autorité Paul Bourget, Henri Bernstein, Jean Giraudoux et Jean Cocteau.
À partir de 1936, elle commence une carrière au cinéma avec de nombreux rôles de femmes de caractère et joue dans plus de 70 films. Elle obtient, en 1949, le prix féminin du cinéma de la meilleure interprète.
En 1968, elle publie ses mémoires, Côté cour, côté jardin, dans lesquelles elle n'oublie pas de rendre hommage à ceux et celles qui l'accompagnèrent dans ce qui restera pour elle l'une des plus belles péripéties de sa longue carrière avec Les Parents terribles de Jean Cocteau et la complicité d'Yvonne de Bray et de Jean Marais : «J'eus ainsi pendant cinq cents représentations le temps de connaître, d'apprécier mon auteur et nous sommes devenus de grands amis ».
Gabrielle Dorziat meurt le 30 novembre 1979 à Biarritz, moins de deux mois avant son centième anniversaire.

### Vie privée
Officier de la Légion d'honneur, Gabrielle Dorziat épouse au Caire en 1925, le comte Michel de Zogheb (mort en 1964), ami du roi Fouad.
Elle vit à Paris, 82 rue de l'Université.
Très liée à Claude Mérand, l'épouse de Bernard de Nonancourt, et grande amatrice de mode, amie avec Coco Chanel, elle est l'une des premières à arborer le chapeau Chanel en 1912.
La comtesse de Zogheb repose au cimetière ancien de Boulogne-Billancourt (Hauts-de-Seine).

## Filmographie

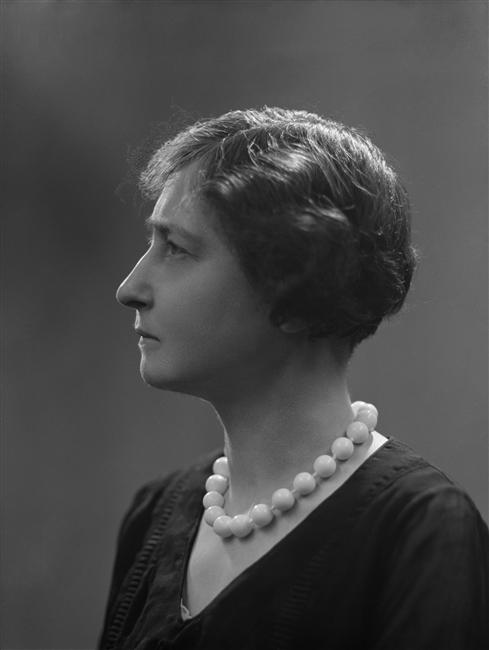
Gabrielle Dorziat en 1937 (photo studio Harcourt)

### Cinéma
- 1922 : L'Infante à la rose de Henry Houry
- 1936 : Mayerling d'Anatole Litvak : l'impératrice Élisabeth
- 1936 : Le Mioche de Léonide Moguy : Mme Granval, la directrice
- 1936 : Samson de Maurice Tourneur : la marquise d'Andeline
- 1937 : Courrier Sud de Pierre Billon : la Mère
- 1937 : Mollenard de Robert Siodmak : Mathilde Mollenard
- 1937 : La Dame de Malacca de Marc Allégret : Lady Brandmore
- 1937 : L'amour veille de Henry Roussell : Madame de Juvigny
- 1937 : Le Mensonge de Nina Petrovna de Victor Tourjansky : Baronne Engern
- 1937 : Monsieur Breloque a disparu de Robert Péguy : Baronne Granger
- 1937 : Êtes-vous jalouse ? de Henri Chomette : Gabrielle Brunois
- 1938 : Le Drame de Shanghaï de Georg Wilhelm Pabst : la directrice du collège
- 1938 : La Chaleur du sein de Jean Boyer : Adrienne
- 1939 : La Fin du jour de Julien Duvivier : Mme Chabert
- 1939 : Derrière la façade de Georges Lacombe et Yves Mirande : Madame Bernier
- 1940 : De Mayerling à Sarajevo de Max Ophüls : l'archiduchesse Marie-Thérèse
- 1940 : L'Homme qui cherche la vérité d'Alexander Esway : Adrienne
- 1940 : Soyez les bienvenus de Jacques de Baroncelli : Madame Boisleroi
- 1941 : Premier rendez-vous de Henri Decoin : la directrice de l'orphelinat
- 1942 : Le Voyageur de la Toussaint de Louis Daquin : Gérardine Éloi
- 1942 : Le journal tombe à cinq heures de Georges Lacombe : Mademoiselle Lebeau
- 1942 : Patricia de Paul Mesnier : Mademoiselle Pressac
- 1942 : L'Appel du bled de Maurice Gleize : Madame Darbois
- 1943 : Le Loup des Malveneur de Guillaume Radot : Magda de Malveneur
- 1943 : Le Baron fantôme de Serge de Poligny : la comtesse de Saint-Helie
- 1943 : La Main du diable de Maurice Tourneur : la joueuse du casino
- 1944 : Falbalas de Jacques Becker : Solange
- 1945 : Fausse Alerte de Jacques de Baroncelli : Mme Ancelot
- 1945 : Adieu chérie de Raymond Bernard : Constance
- 1945 : L'ange qu'on m'a donné de Jean Choux : Comtesse de Cébrat
- 1945 : Échec au roy de Jean-Paul Paulin : Mme de Maintenon
- 1946 : Désarroi de Robert-Paul Dagan : Mme Meillan
- 1946 : Paris 1900 de Nicole Vedrès  (Film documentaire)
- 1947 : Monsieur Vincent de Maurice Cloche : la présidente Goussot
- 1947 : Ruy Blas de Pierre Billon : la duchesse d'Albuquerque
- 1947 : Miroir de Raymond Lamy : Mme Puc
- 1947 : Une grande fille toute simple de Jacques Manuel : tante Edmée
- 1948 : Les Parents terribles de Jean Cocteau : tante Léo
- 1949 : Manon d'Henri-Georges Clouzot : Mme Agnès
- 1949 : Le Jugement de Dieu de Raymond Bernard : La margrave Josépha
- 1949 : Ballerina de Ludwig Berger : une tante
- 1949 : Demain il sera trop tard (Domani è troppo tardi) de Léonide Moguy : ma maîtresse
- 1950 : Né de père inconnu de Maurice Cloche : Mme Mussot
- 1951 : La Vérité sur Bébé Donge de Henri Decoin : Madame D'Ortemont
- 1952 : Le Petit Garçon perdu (Little boy lost) de George Seaton : la mère supérieur
- 1952 : Le Fils de Lagardère (Il Figlio di Lagardère) de Fernando Cerchio : Contessa Largadère
- 1953 : Fille d'amour  (Traviata 53) de Vittorio Cottafavi : Signora Zoe
- 1954 : Un acte d'amour (Act of love) de Anatole Litvak : Adèle
- 1954 : Les Deux Orphelines (Le Due Orfanelle) de Giacomo Gentilomo : La Frochard
- 1954 : Le Fil à la patte de Guy Lefranc : la baronne Du Verger
- 1954 : Madame du Barry de Christian-Jaque : La Gourdan
- 1954 : Allô, allô de Pierre Zimmer (Court métrage), dont elle est la seule interprète
- 1956 : Pitié pour les vamps de Jean Josipovici : Éléonore Davis
- 1956 : Mitsou de Jacqueline Audry : la baronne
- 1957 : Les Espions d'Henri-Georges Clouzot : Mme Andrée, l'infirmière
- 1958 : Drôles de phénomènes de Robert Vernay : Madame Marcevault
- 1958 : Résurrection (Auferstehung) de Rolf Hansen : Kitaiev
- 1958 : Polikuschka de Carmine Gallone : Herrin
- 1959 : Katia de Robert Siodmak : la directrice de l'institut Smolny
- 1961 : Gigot, le clochard de Belleville (Gigot) de Gene Kelly : Madame Brigitte
- 1962 : Climats de Stellio Lorenzi : Madame Cheverny
- 1962 : Cyrano et d'Artagnan de Abel Gance : Mme de Mauvières
- 1962 : Un singe en hiver de Henri Verneuil : Victoria
- 1963 : Germinal d'Yves Allégret : la grand-mère de Catherine
- 1964 : Monsieur de Jean-Paul Le Chanois : la belle-mère
- 1965 : Thomas l'imposteur de Georges Franju : la cartomancienne
- 1965 : Un mari à prix fixe de Claude de Givray : Mme Reinhoff, mère

### Télévision
- 1958 : La dame de pique de Stellio Lorenzi (Téléfilm) : la comtesse

### Radio
- 1953 : La Machine à écrire, pièce radiophonique d'Henri Soubeyran d'après la pièce de théâtre de Jean Cocteau : Solange

## Théâtre
- 1899 : Petit Chagrin de Maurice Vaucaire, Théâtre du Gymnase
- 1902 : Lucette de Romain Coolus, Théâtre du Gymnase
- 1903 : Le Retour de Jérusalem de Maurice Donnay, Théâtre du Gymnase
- 1904 : Le Friquet de Henry Gauthier-Villars, Théâtre du Gymnase
- 1904 : L'Escalade de Maurice Donnay, Théâtre du Gymnase
- 1905 : L'Âge d'aimer de Pierre Wolff, Théâtre du Gymnase
- 1906 : Chaîne anglaise de Camille Oudinot et Abel Hermant, Théâtre du Vaudeville
- 1907 : Les Jacobines d'Abel Hermant, Théâtre du Vaudeville
- 1907 : La maîtresse de piano de Félix Duquesnel et André Barde avec Augustine Leriche au Théâtre Sarah Bernhardt - 03-10-1907[N 1] : Yvonne
- 1908 : Chérubin de Francis de Croisset, Théâtre Femina
- 1908 : L'Émigré de Paul Bourget, Théâtre de la Renaissance
- 1909 : La Griffe d'Henri Bernstein, Théâtre de la Porte-Saint-Martin
- 1910 : La Sonate à Kreutzer de Fernand Nozière et Alfred Savoir d'après Léon Tolstoï, mise en scène Lugné-Poe, Théâtre Fémina, Théâtre Réjane
- 1912 : Bel-Ami, de Fernand Nozière d'après Guy de Maupassant, rôle de Madeleine Forestier, Théâtre du Vaudeville, 23 février
- 1913 : Les Éclaireuses de Maurice Donnay, Comédie Marigny
- 1914 : L'Épervier de Francis de Croisset, Théâtre de l'Ambigu
- 1919 : Les Sentiers de la vertu de Gaston Arman de Caillavet et Robert de Flers, Théâtre des Variétés
- 1920 : Un homme en habit d'André Picard et Yves Mirande, Théâtre des Variétés
- 1920 : Le Roi de Robert de Flers et Gaston Arman de Caillavet, théâtre des Variétés
- 1921 : Comédienne de Jacques Bousquet, Paul Armont, Théâtre des Nouveautés
- 1929 : Je t'attendais de Jacques Natanson, Théâtre Michel
- 1932 : Trois et une de Denys Amiel, mise en scène Jacques Baumer, Théâtre Saint-Georges
- 1934 : Espoir d'Henry Bernstein, Théâtre du Gymnase, avec aussi Claude Dauphin, Victor Francen et Renée Devillers
- 1936 : La vie est si courte de Léopold Marchand, Théâtre Pigalle
- 1937 : Électre de Jean Giraudoux, mise en scène Louis Jouvet, Théâtre de l'Athénée, rôle d'Athéna
- 1938 : Les Parents terribles de Jean Cocteau, mise en scène Alice Cocéa, Théâtre des Ambassadeurs
- 1941 : Britannicus de Jean Racine, mise en scène, décors et costumes Jean Marais, Théâtre des Bouffes-Parisiens (Paris), Agrippine
- 1941 : La Machine à écrire de Jean Cocteau, mise en scène Jean Cocteau, Théâtre Hébertot
- 1944 : Le Dîner de famille de Jean Bernard-Luc, mise en scène Jean Wall, Théâtre de la Michodière
- 1946 : Les Parents terribles de Jean Cocteau, Théâtre du Gymnase
- 1950 : Le Tartuffe ou l'Imposteur de Molière, mise en scène Louis Jouvet, décors et costumes Georges Braque, Théâtre de l'Athénée, rôle de Dorine
- 1952 : Britannicus de Racine, Comédie-Française, mise en scène, décors et costumes de Jean Marais, rôle d'Agrippine
- 1955 : Espoir de Henri Bernstein, mise en scène de l'auteur, Théâtre des Ambassadeurs
- 1957 : Le Sexe faible d'Édouard Bourdet, mise en scène Jean Meyer, Comédie-Française

## Hommages

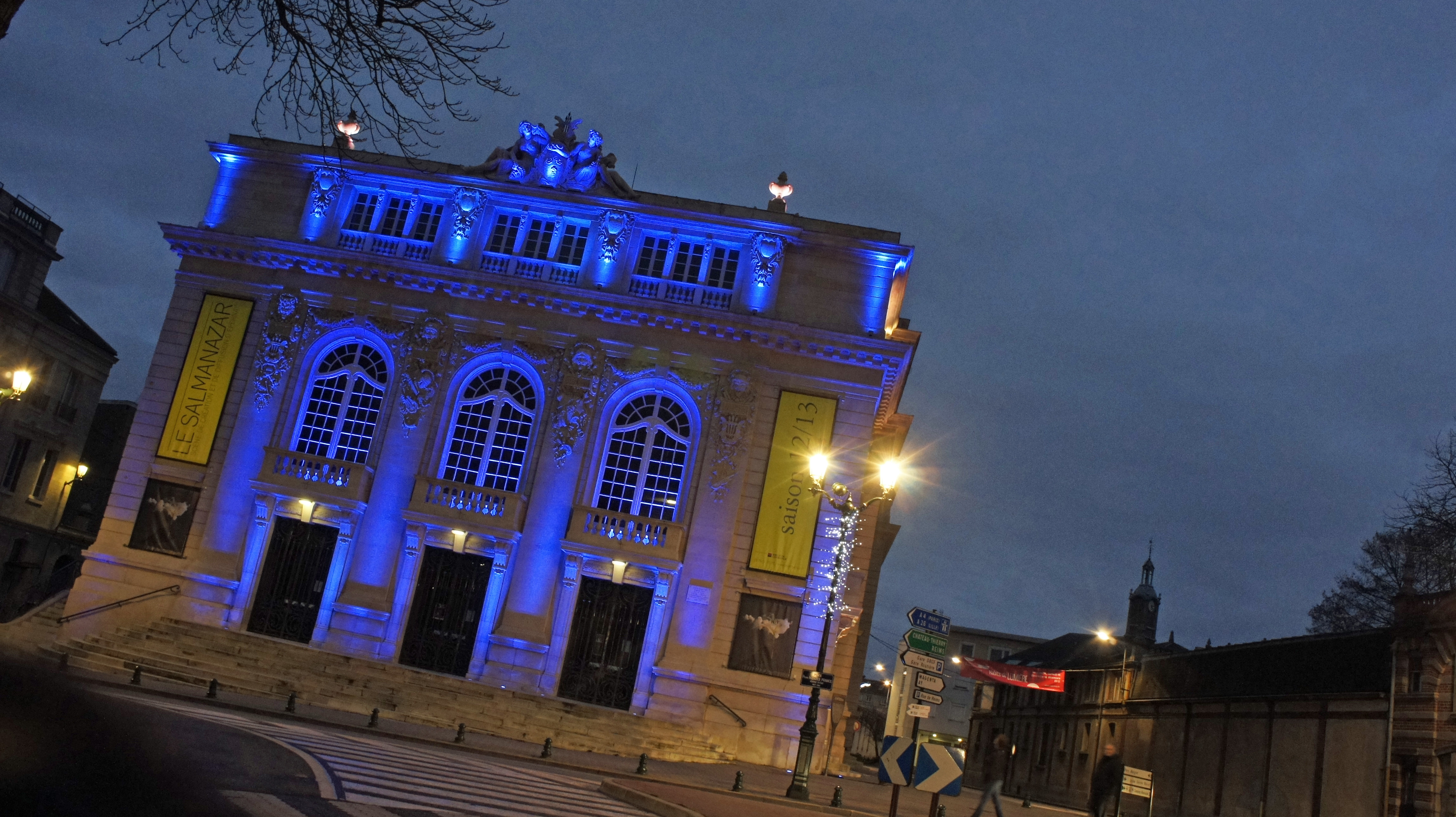
Le Théâtre Gabrielle-Dorziat.

Le Théâtre à Épernay, inscrit monument historique, lui est dédié.